# ダニエル・ジョンソン (バスケットボール)
ダニエル・ジョンソン（Daniel Johnson、1988年4月3日 - ）は、オーストラリアの男子プロバスケットボール選手である。ポジションはパワーフォワード・センター。Bリーグ1部・シーホース三河所属。

## 来歴
オーストラリア国立スポーツ研究所からアメリカに渡りNCAAのペパーダイン大学に留学。
卒業後の2008年に帰国しNBLのメルボルン・タイガースに加入。
2010年、アデレード・サーティシクサーズに移籍。
2014-15シーズンはポーランドのStelmet Enea BC Zielona Góraでプレー。
2019年2月28日、Bリーグ2部のアースフレンズ東京Zに加入も、シーズン終了後に契約満了。
2020年2月28日、シーホース三河に加入。

## ナショナルチーム
- 2019年にオーストラリア代表に選出され、ワールドカップ予選に出場した[3]。